# Verhagen (geslacht)
Verhagen (ook:  Van As Verhagen, De Jong Verhagen en: Van Bleijswijk Tierens Verhagen) is een Nederlandse familie die bestuurders en enkele kunstenaars voortbracht.

## Geschiedenis
De stamreeks begint met Philips Thomasz Verhagen die in het midden van de zeventiende eeuw in Veen (Aalburg) woonde. Diens kleinzoon, ook een Philippus Verhagen (1711-1775) werd schout en secretaris van Veen en Aalburg en schout in het Land van Heusden.
De familie werd in 1937 opgenomen in het genealogische naslagwerk Nederland's Patriciaat.

## Enkele telgen
Philippus Verhagen (1711-1775), schout en secretaris van Veen en Aalburg en schout in het Land van Heusden
- Otto Verhagen (1740-1813), rentmeester van de ambachtsheer van Heesbeen, schout en secretaris van Op- en Neder-Andel, schout en secretaris van Veen en Aalburg, heemraad van het waterschap "Hoge Maasdijk van Stad en Lande van Heusden"
  - Jacob Verhagen (1775-1815), lakenfabrikant
    - Margaretha Johanna Verhagen (1806-1874); trouwde in 1841 met Jacobus Johannes Groeneveldt (1816-1892), burgemeester
    - Otto Verhagen (1810-1878), rentmeester en wethouder te Heusden, penningmeester van het waterschap "Hoge Maasdijk van Stad en Lande van Heusden"
      - Suzanna Maria Jacoba Verhagen (1843-1905); trouwde in 1865 met jhr. Gerhard van Suchtelen van de Haare (1825-1912), burgemeester, lid van de familie Van Suchtelen
      - Hendrika Johanna Verhagen (1844-1915); trouwde in 1867 met mr. Willem Dirk Bosch, heer van Eethen en Meeuwen (1839-1890), rechtbankpresident
      - Adriaan Verhagen (1847-1880), heemraad van het waterschap de hoogen Maasdijk van Stad en Lande van Heusden
      - Seger Verhagen (1848-1912), griffier kantongerecht te Heusden; trouwde in 1882 met Cornelia de Jong (1856-1925); Verhagen en zijn nakomelingen dragen sinds het KB van 17 april 1896 no. 21 de geslachtsnaam de Jong Verhagen
      - Otto Verhagen (1857-1929), ontvanger directe belastingen, invoerrechten en accijnzen; trouwde in 1883 met Johanna Philippina Reepmaker van Belle (1855-1929), lid van de patriciaatsfamilie Reepmaker
        - Otto Verhagen (1885-1951), beeldend kunstenaar
          - Otto Verhagen (1919-2003), beeldend kunstenaar en museumdirecteur

      - Jacob van Bleijswijk Tierens Verhagen, heer van Eethen en Meeuwen, ambachtsheer van Babyloniënbroek (1863-1933), burgemeester van Werkendam; bij KB van 8 januari 1904 no. 34 werd aan Jacob Verhagen en zijn wettige nakomelingen vergunning verleend zich te noemen en te schrijven Van Bleijswijk Tierens Verhagen
        - Otto van Bleijswijk Tierens Verhagen (1895-1945), burgemeester van Wolphaartsdijk

    - Jeanne Maria Verhagen (1811-1848); trouwde in 1840 met Dirk Voortman (1813-?), burgemeester

  - Adriaan Verhagen (1782-1856), burgemeester van Wijk en Aalburg
- Warnardus Verhagen, heer van Jaarsveld (1754-1832), secretaris, schout en gadermeester van Tienhoven, schout, gadermeester, erfhuismeester, secretaris van Ameide, drost, schout en stadhouder der leenen van Jaarsveld, baljuw, burgemeester en secretaris aldaar, president kanton IJsselstein, hoogheemraad Lekdijk benedendams en Alblasserwaard, heemraad Overwaard
  - Cornelis Verhagen (1787-1857), hoogheemraad in de Alblasserwaard
  - Frederika Adoiphina Amelia Verhagen, vrouwe van Jaarsveld (1792-1861); trouwde in 1818 met mr. Philippus Lodewijk Begram van Jaarsveld (1790-1866), rechtbankpresident
- Jan van As Verhagen (1760-1824), hij en zijn kinderen droegen de naam Van As Verhagen

Geslachten die opgenomen zijn in het sinds 1910 verschijnende genealogische naslagwerk Nederland's Patriciaat. Lijst volgens opgave van het CBG Centrum voor familiegeschiedenis.
A · B · C · D · E · F · G · H · I · J · K · L · M · N · O · P · Q · R · S · T · U · V · W · Y · Z